# Ujetniki svobode
Ujetniki svobode (COBISS) so drama Emila Filipčiča, izšli so leta 1982 v reviji Problemi.

## Vsebina
V delu nastopajo bogovi (Kronos in Gea, odrešenik Max), predstavniki oblasti (predsednika ZDA in ZSSR, Kulikov, Hoffman ...) in umetniki (Fellini). Vsi nastopajoči nosijo štartne številke kot na krosu, napravljeni pa so v rimske toge. Vsak ima več osebnosti, tako da je v drami Kronos bog časa, pol človek pol kozel in cirkusant, Gea pa je hkrati mati zemlje, prerokovalka usode in cirkusantka. Tudi njuni sinovi imajo dvojne vloge, Robert je predsednik ZDA in punkrocker, Moric je predsednik ZSSR in pravoslavni pop, Max pa je odrešenik in čudodelec. Tudi drugi liki imajo dvojne vloge, razen Kulikova, predsednika prezidija ZSSR, in McMurphyja, predsednika senata ZDA, ki imata le po eno vlogo.
Osebe so kot spačene lutke, so karikirane, grotesknih prvin pa ne najdemo samo v posamezniku, ampak tudi v svetu, ki ga obdaja. Posameznik in svet sta povezana, čas izgubi svojo vlogo, dogodki se odvijajo neodvisno in vse skupaj deluje blazno. Vendar skozi spačene, karikirane like, skozi nesmiselne misli in opise avtor želi pokazati realnost, to je svet, v katerem živimo in v njem iščemo smisel in notranji mir.
Na koncu eden drugega "pobijejo", a nihče ne umre. Z vesoljsko ladijo odpotujejo v drugo dimenzijo, ostaja le Hoffman, kot kapetan in zemljanov odposlanec.